# Louise Roe
Louise Roe (Surrey, 3 dicembre 1981) è una conduttrice televisiva, modella e giornalista inglese.

## Carriera
Louise Roe si è laureata nel 2004 all'università di Durham in Letteratura inglese.
In seguito, ha lavorato per Elle, per la BBC e per E!. Dal 2010 è la presentatrice del reality show di MTV Plain Jane.
Conduce la trasmissione di MTV Fashion Star, che vede come coach volti noti quali Jessica Simpson, Nicole Richie e John Varvatos.

## Televisione
- The City – programma TV, 5 puntate (2010)
- Plain Jane – programma TV, 36 puntate (2010-2014)